# Front socialiste autogestionnaire breton
 (janvier 2022).
Si vous disposez d'ouvrages ou d'articles de référence ou si vous connaissez des sites web de qualité traitant du thème abordé ici, merci de compléter l'article en donnant les références utiles à sa vérifiabilité et en les liant à la section « Notes et références ».
Le Front socialiste autogestionnaire breton (F.S.A.B.)  est un mouvement breton  socialiste et autogestionnaire  créé  le 8 juin 1975 par les Comités d'Action Bretons, Strollad ar Vro, et Stourm Breizh. 
Il prit après trois mois d'existence le nom de Front autonomiste socialiste autogestionnaire breton (F.A.S.A.B.).
Le F.S.A.B. mena des actions  de soutien aux luttes ouvrières et paysannes. Il est dissous en 1978.

## Constitution
Le Front socialiste autogestionnaire breton (F.S.A.B.) a été constitué le 
8 juin 1975 par les Comités d'Action Bretons, le parti politique breton Strollad ar Vro, ainsi que Stourm Breizh,  une organisation "anarcho-indépendantiste" bretonne créée au début des années 1970. Cette constitution avait été préparée pendant six mois environ par une pratique et des débats communs à plusieurs organisations qui s'étaient rencontrées à Saint-Brieuc le 30 novembre 1974.
La constitution a eu lieu à Menez Kamm les 7 et 8 juin 1975. La déclaration de constitution affirme qu'un mouvement breton socialiste et autogestionnaire existe, en l'illustrant par la grève du Joint français, les luttes de Pédernec, de Redon, les luttes contre le remembrement autoritaire et les implantations militaires ou nucléaires, les luttes pour le droit de vivre et travailler en Bretagne, les luttes culturelles, etc. .
Le mouvement sera amené à préciser au fil du temps son orientation politique grâce à une pratique et des débats communs largement ouverts.
Le F.S.A.B. met à ce moment-là en place au niveau de l'ensemble des pays et villes de Bretagne des structures permettant de maintenir l'autonomie de chacune des organisations le composant, de prendre des initiatives et de préserver l'unité
Il affirme être « ouvert à toute autre organisation ou personne décidée à combattre pour le socialisme autogestionnaire en Bretagne, au service du peuple breton en lutte pour sa libération ».
Stourm Breizh se détacha du F.A.S.A.B. en 1978.

## Actions politiques et culturelles
Le F.S.A.B., avec d'autres groupes politiques, a participé activement à l'organisation d'une campagne de solidarité avec le peuple basque, a organisé  une manifestation pendant les fêtes de Cornouailles à Quimper, et une manifestation de soutien aux paysans contestant le remembrement à Trébrivan. Il prépare en liaison avec des militants paysans - principalement « Paysans Travailleurs » - et des habitants de Locuon en Ploerdut un grand rassemblement commémoratif du tri-centenaire la Révolte du papier timbré : Bonedoù ruz 1975 . Cette fête à la fois manifestation culturelle, historique et politique connaîtra une grande affluence et sera l'occasion de faire le point des luttes à travers des expositions, des films et des débats, et de présenter un code Paysan Breton pour aujourd'hui. 
Le F.S.A.B. s'est également associé au combat des militants du « Comité de défense contre les implantations militaires » à Chateaulin, à celui des militants du CRIN (Comité Régional d'Information Nucléaire).
Le F.S.A.B. s'est aussi impliqué dans les comités de soutien aux luttes ouvrières et paysannes.

## Modification du nom
Après 3 mois d'existence, et une analyse de la situation en France le F.S.A.B. à la suite des évènements d'Aléria en Corse, décide de transformer le nom en ajoutant le terme « Autonomiste », devenant le F.A.S.A.B, marquant ainsi la convergence des luttes pour le socialisme, pour l'autogestion et pour l'autonomie, c'est-à-dire l'exigence « d'un statut spécial tenant compte de la spécificité de la Bretagne, de l'existence du peuple breton, minorité nationale exploitée et opprimée par l'État capitaliste français ». 
L'internationalisme, pour l'organisation, c'est d'abord la solidarité avec les peuples opprimés, en premier lieu les peuples en France, et les peuples celtes.

## Nouvelles actions
Les militants du F.A.S.A.B. vont à présent être davantage visibles sur de nombreux terrains : luttes populaires ouvrières ou paysannes, combat pour la langue et la culture bretonne, combat antirépression, soutien aux prisonniers politiques, solidarité avec le peuple basque, notamment en menant conjointement avec la fédération bretonne du P.S.U. une campagne de solidarité à laquelle participent Imanol, Colette Magny, et de nombreux chanteurs bretons. 
Les militants du F.A.S.A.B. apporteront par la suite un précieux concours à la marche d'Hendaye du 1er novembre 1975.

## Moyens d'expression et alliances
Hormis les tracts et les communiqués de presse, le F.A.S.A.B. s'exprimera dans des pages du journal « Combat Breton » sans que ce dernier n'en devienne l'organe officiel.
Stourm Breizh publia également PDG — Le Poing dans la gueule (première publication en mars-avril 1976).
Pendant six mois, une série de meetings et de débats seront organisés.
Les alliances privilégiées se feront avec les organisations politiques, syndicales ou culturelles qui reconnaissent l'existence du peuple breton. Cela signifiera les mouvements bretons, bien sûr, mais aussi des mouvements hexagonaux proches tels que le P.S.U. et la L.C.R. Ligue communiste révolutionnaire.
Le F.A.S.A.B. est finalement dissous le 26 janvier 1979.